# Chloroclystis immixtaria
Chloroclystis immixtaria är en fjärilsart som beskrevs av Walker 1862. Chloroclystis immixtaria ingår i släktet Chloroclystis och familjen mätare. Inga underarter finns listade i Catalogue of Life.